# Les Granges Brûlées (album)
Les Granges Brûlées is de originele soundtrack van de gelijknamige film uit 1973, gecomponeerd en geproduceerd door Jean-Michel Jarre. De soundtrack werd gelijktijdig met de film uitgebracht op het platenlabel Eden Roc op vinyl. In 2003 werd het album heruitgegeven op cd door Disques Dreyfus. Het nummer "Zig-Zag" werd eerder in 1972 uitgebracht onder de titel "Zig Zag Dance" door Foggy Joe, alias Samuel Hobo die in 1972 een duo vormde met Jarre. Voor de opname van deze soundtrack gebruikte Jarre een Farfisa-orgel en twee EMS-synthesizers (VCS3 en AKS).

## Tracklist
Alle muziek en teksten zijn geschreven door Jean-Michel Jarre. 
| Nr. | Titel                          | Duur |
| --- | ------------------------------ | ---- |
| 1.  | La Chanson des Granges Brûlées | 2:45 |
| 2.  | Le Pays de Rose                | 2:03 |
| 3.  | L'Hélicoptère                  | 1:29 |
| 4.  | Une Morte dans la Neige        | 1:43 |
| 5.  | Zig-Zag                        | 2:15 |
| 6.  | Le Juge                        | 1:17 |
| 7.  | Le Car / Le Chasse-Neige       | 1:24 |
| 8.  | Thème de l'Argent              | 1:08 |
| 9.  | Rose                           | 2:15 |
| 10. | Hésitation                     | 1:00 |
| 11. | La Perquisition et les Paysans | 2:35 |
| 12. | Reconstitution                 | 0:55 |
| 13. | Les Granges Brûlées            | 3:14 |
| 14. | Descente au Village            | 0:27 |
| 15. | La Vérité                      | 0:56 |
| 16. | Générique                      | 2:44 |